# Gregory B. Craig

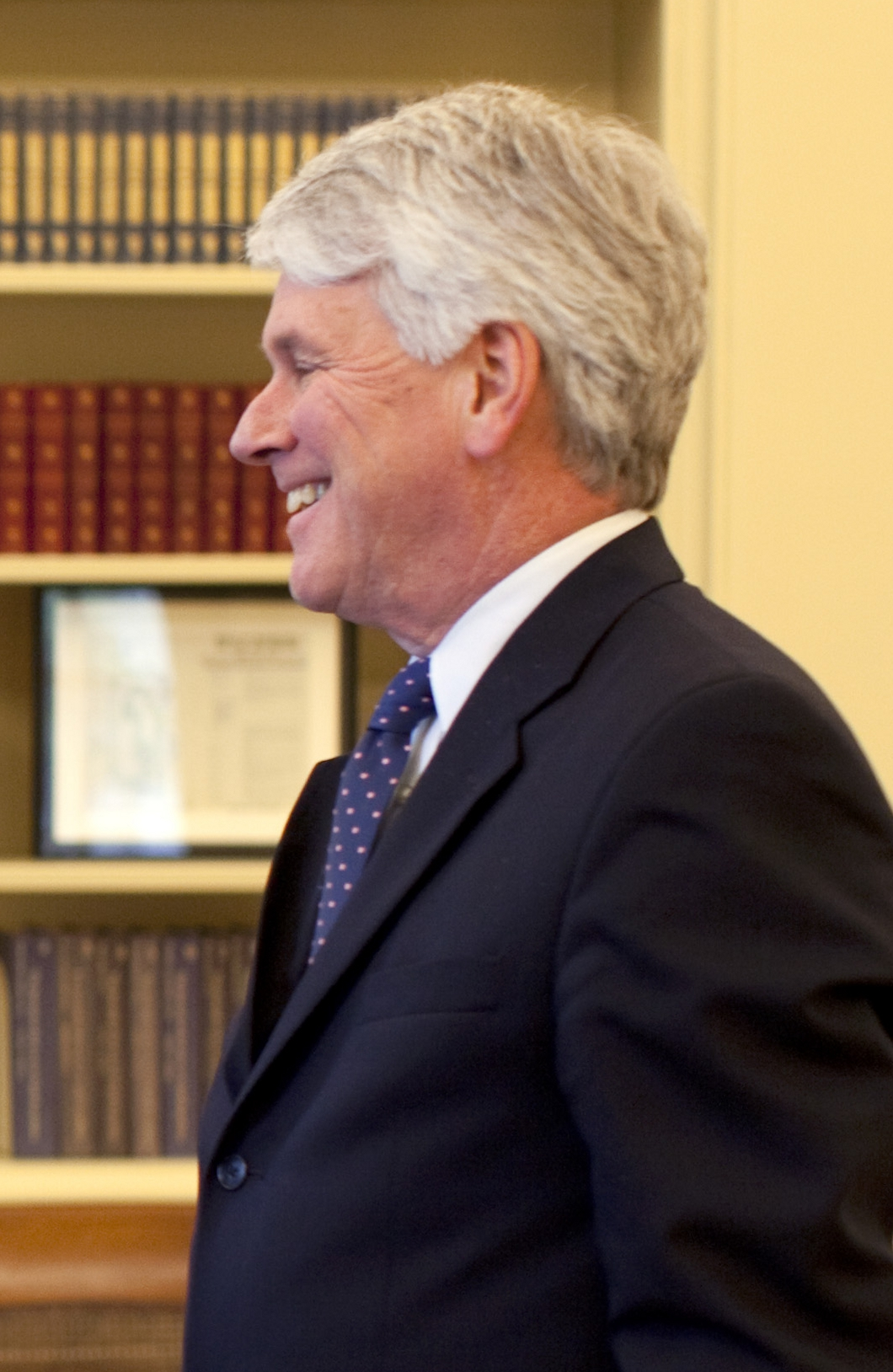
Gregory B. Craig (2009).

Gregory „Greg“ Bestor Craig (* 4. März 1945 in Norfolk, Virginia) ist ein US-amerikanischer Jurist, der unter anderem zwischen 1997 und 1998 Direktor für Politische Planung (Director of Policy Planning) im US-Außenministerium sowie von 2009 bis 2010 Rechtsberater des Weißen Hauses (White House Counsel) war.

## Leben
Gregory „Greg“ Bestor Craig, einer von vier Söhnen des Marineoffiziers William G. Craig (1914–2005) und dessen Ehefrau Lois B. Craig, begann nach dem Besuch der renommierten Phillips Exeter Academy 1963 ein Studium der Geschichtswissenschaften an der Harvard University, welches er 1967 mit einem Bachelor of Arts (BA History) beendete. Im Anschluss begann er ein Studium der Rechtswissenschaften an der Yale Law School, der Juristischen Fakultät der Yale University, und schloss dieses nach einem Auslandsstudienaufenthalt an der University of Cambridge 1972 mit einem Juris Doctor (J.D.) ab. Während seines Studiums an der Yale Law School stellte er sein Appartement dem späteren US-Präsidenten Bill Clinton und dessen späteren Ehefrau Hillary Rodham zur Verfügung. Er wurde Mitglied der akademischen Ehrengesellschaft Phi Beta Kappa und war nach seiner Zulassung zum Rechtsanwalt bis 1997 Partner der in Washington, D.C. ansässigen Anwaltskanzlei Williams & Connolly. Er war zwischen 1975 und 1976 Lehrbeauftragter für Prozessführungspraxis an der Yale Law School und von 1981 bis 1984 in gleicher Funktion an der Harvard Law School tätig. 1982 war er zudem Verteidigungsberater von John Hinckley, Jr., der am 30. März 1981 ein Attentat auf den US-Präsidenten Ronald Reagan verübte, um dadurch die Aufmerksamkeit der Schauspielerin Jodie Foster zu erregen.
1984 übernahm Greg Craig, der Mitglied der Demokratischen Partei ist, die Funktion als außenpolitischer Berater im Stab von Senator Edward Kennedy und übte diese bis 1988 aus.
Nach seinem Ausscheiden aus der Anwaltskanzlei Williams & Connolly wurde er am 10. Juli 1997 Nachfolger von James Steinberg als Direktor für Politische Planung (Director of Policy Planning) im US-Außenministerium und bekleidete diese Funktion bis zum 16. September 1998, woraufhin Morton Halperin seine Nachfolge antrat. Zugleich war er zwischen 1997 und 1998 im Außenministerium auch als Sonderkoordinator für Tibet zuständig. Während der Lewinsky-Affäre fungierte er zudem von 1998 bis 1999 als Sonderrechtsberater von Präsident Bill Clinton. Nach seinem Ausscheiden aus dem Regierungsdienst war Craig zwischen 1999 und 2009 abermals Partner der Anwaltskanzlei Williams & Connolly und engagierte sich 2000 für Hilary Clintons Wahl zur US-Senatorin für New York, die Wiederwahl von Harry M. Reid zum Senator für Nevada sowie für Al Gore bei der Präsidentschaftswahl 2000. 

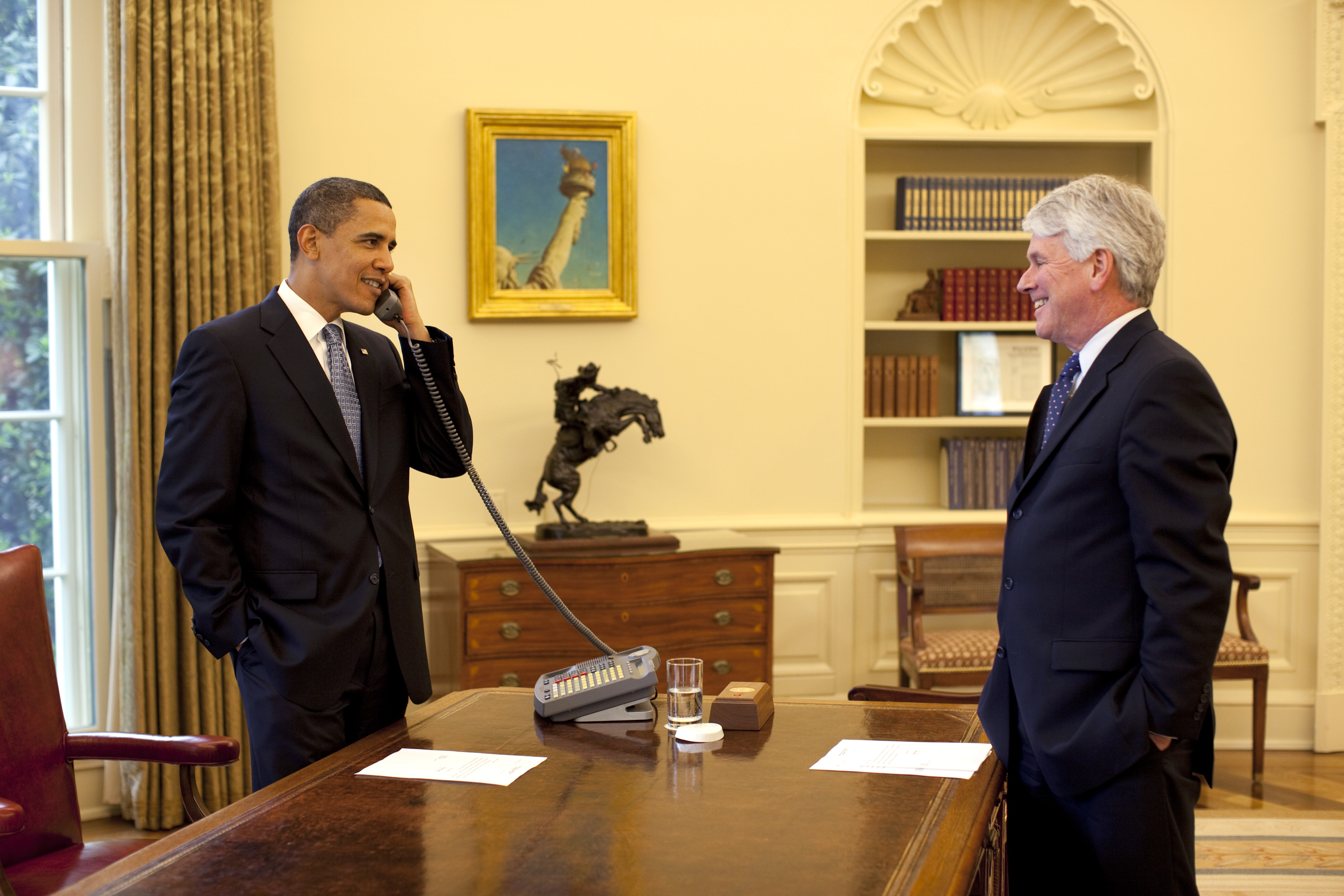
US-Präsident Barack Obama mit seinem Rechtsberater Gregory B. Craig im Oval Office (2009).

Nach der Wahl von Barack Obama zum US-Präsidenten bei der Präsidentschaftswahl am 4. November 2008 wurde er am 30. Januar 2009 Rechtsberater des Weißen Hauses (White House Counsel) und hatte diese Position bis zum 3. Januar 2010 inne, woraufhin Robert Bauer ihn ablöste. Als Rechtsberater verteidigte er die Ernennung politischer Unterstützer des Präsidenten als mit der US-Verfassung vereinbar.
Nach seinem Ausscheiden aus dieser Funktion war Greg Craig für einige Zeit Partner der in New York City ansässigen Anwaltskanzlei Skadden, Arps, Slate, Meagher & Flom sowie Vorsitzender der Internationalen Gruppe für Menschenrechte (International Human Rights Law Group). Er engagierte sich ferner als Vorstandsmitglied (Board of Directors) in der nach Andrew Carnegie benannten Stiftung für internationalen Frieden (Carnegie Endowment for International Peace), des Überseeischen Entwicklungsrates (Overseas Development Council) sowie des US-Ausschusses für die NATO (US Committee on NATO). Er war weiterhin Mitglied des Politischen Aktionskomitees PAC Forward Together und unterstützte bei der Präsidentschaftswahl am 6. November 2012 die Wiederwahl von Präsident Barack Obama. Aus seiner Ehe mit der Grafikdesignerin Margaret „Derry“ Noyes gingen fünf Kinder hervor.